# Anoncus sincerus
Anoncus sincerus är en stekelart som först beskrevs av Holmgren 1857.  Anoncus sincerus ingår i släktet Anoncus och familjen brokparasitsteklar. Arten är reproducerande i Sverige. Inga underarter finns listade i Catalogue of Life.